# Scario
Scario è una frazione di San Giovanni a Piro , insieme a Bosco (San Giovanni a Piro)nella provincia di Salerno, meta turistica di rilievo per la qualità delle sue acque e per la sua posizione.

## Storia
La storia di Scario inizia probabilmente intorno all'anno 1000 a.c., con l'arrivo di popolazioni italiche che popolarono queste terre per cinque secoli fino all'arrivo dei greci nel 471 a.C., seguiti poi dai romani tre secoli più tardi. 
Durante le invasioni barbariche della prima metà del VI sec. il dominio bizantino portò un lungo periodo di serenità che si protrasse fino ai primi del IX sec. quando le incursioni dei saraceni cominciarono a flagellare le coste del Cilento. 
Nel 915, sbarcati nel porto dell'Olivo, i pirati saccheggiarono Scario, mettendo in fuga gli abitanti. Nei secoli successivi il borgo marinaro si riprese, fino a quando nel 1534 e 1552 il pirata turco Khair-ad-Din Barbarossa e il suo successore Dragut Rais Bassà la saccheggiarono e devastarono, lasciandola deserta per più di un secolo. Grazie all'amore per il territorio di alcuni pescatori, supportati dai conti Carafa della vicina Policastro, Scario cominciò a risorgere. 
Sull'origine del nome ci sono diverse ipotesi,la più attendibile è che il nome derivi dal greco Skariòs (piccolo cantiere navale).

## Monumenti e luoghi d'interesse

### Architetture religiose
Chiesa dell'Immacolata

Chiesa Immacolata.

All'ingresso del lungomare di Scario troviamo la chiesa dell'Immacolata. Già dal XVII sec. si hanno notizie della presenza di una piccola cappella dedicata a S.Maria della Consolazione. Al suo posto nel 1880 si cominciò a costruire la Chiesa dell'Immacolata Concezione che fu elevata nel 1909 per poi diventare parrocchia nel 1931. Nel 1912 il pittore lucano Pasquale Iannotti affrescò la volta dell'abside e dipinse il soffitto ligneo della chiesa con al centro una bellissima immagine dell'Immacolata. 
La chiesa fu arricchita poi dall'artigiano locale Vito Colicigno con arredi liturgici su disegni di Monica Hannasch che è un'artista tedesca di adozione scariota famosa nel mondo per i suoi batik. Sulle pareti laterali troviamo quattro quadri che rappresentano l'Annunciazione,la Natività,la Pentecoste e la Crocifissione con la particolarità di essere ambientati proprio a Scario e sono un'opera di Andrea Fersula. Il campanile accanto alla chiesa risale ai primi del '900.
Nell'Agosto del 1846 un veliero proveniente da Napoli in rotta per la Sicilia si trovò in balia di una tempesta. Il capitano promise che se la madonna li avesse protetti avrebbe lasciato la piccola statua nel primo porto dove la nave avesse trovato riparo.Il 10 agosto il veliero entrò nel porto di Scario e da quel giorno si venera la Vergine ogni anno ricordando l'evento con una suggestiva processione per mare.
Cappella di Sant'Anna

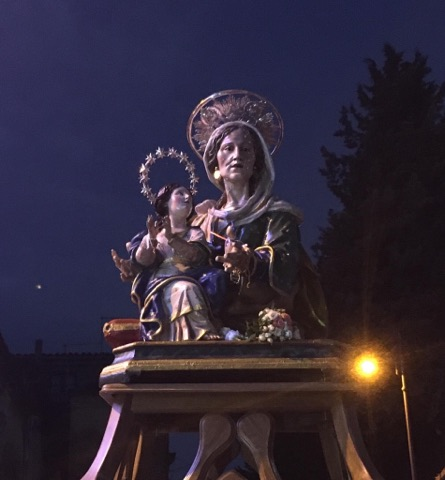
Sant'Anna

A fine Lungomare si trova la cappella dedicata a Sant'Anna, costruita nel 1883 dalla famiglia Bellotti, che ancora oggi ne è proprietaria, mentre la gestione del culto è affidata alla parrocchia Immacolata. Al suo interno la statua lignea della Santa che ogni 26 luglio viene portata in processione per le vie del paese.

## Cultura

### Istruzione

#### Musei
Museo Archeologico - Preistorico “Centomila anni prima di Scario"
Il museo espone diversi reperti neandertaliani ritrovati nel sito archeologico di Riparo del Molare.

## Economia

### Turismo
Dal porto di Scario partono diverse escursioni ad una delle località più attrattive del parco: Punta degli Infreschi (non lontana da Marina di Camerota). La costa che da Scario arriva fino a Marina di Camerota è disseminata di grotte carsiche, di cale raggiungibili solo dal mare e di torri di avvistamento saracene
Inoltre le acque di questa parte di golfo sono molto limpide e ricche di flora e fauna marina, probabilmente a causa della natura carsica delle rocce e alla conseguente presenza di sorgenti sottomarine di acqua dolce e a temperatura più bassa.
La scarsa urbanizzazione prima e l'istituzione del parco poi hanno consentito di mantenere un notevole pregio paesaggistico ed un bassissimo livello di inquinamento difficilmente riscontrabili in altre località costiere.

## Infrastrutture e trasporti
La stazione ferroviaria più vicina a Scario è quella di Policastro Bussentino, sulla linea Napoli-Salerno-Reggio Calabria. Sempre nei pressi di Policastro, si trovano 2 strade a scorrimento veloce, una in direzione di Sanza e Padula, l'altra (completata nel 2006), conduce molto più rapidamente a Salerno via Vallo della Lucania-Agropoli-Battipaglia.